# Nilde Iotti
Leonilde „Nilde” Iotti (Reggio nell"Emilia, 1920. április 10. – Poli, 1999. december 4.) olasz politikusnő. Az  Olasz Képviselőház első nőielnöke (1979 és 1992 között.). A 13 évnyi házelnöki hivatalával ő Olaszország leghosszabb ideig hivatalban levő közintézményi vezetője. Beceneve: Vörös Királynő.

## Életrajza
14 éves volt, amikor édesapja, aki vasutas és szocialista szakszervezeti tag volt, meghalt. A milánói Universitá Cattolica di Milano egyetemen diplomázott bölcsészetből. Tanárai között volt Amintore Fanfani, későbbi kereszténydemokrata politikus és többszörös olasz miniszterelnök.
1943. szeptember 8-án belépett az Olasz Kommunista Pártba és az Olasz Ellenállási Mozgalomba. Az Ellenálláson belül a női csoportot szervezte és vezette. Az Olasz Nők Uniója Reggio Emiliai elnöke volt. 1946-ban az Olasz Kommunista Párt jelöltje volt, és bejutott az Alkotmányozó Nemzetgyűlésbe.
Ekkor kezdődött szerelmi viszonya a nála 27 évvel idősebb és már nős főnökével, Palmiro Togliattival, a párt főtitkárával, ennek a viszonynak csak Togliatti 1964-es halála vetett véget. Kapcsolatukra 1948-ban derült fény, amikor Togliatti ellen merényletet kíséreltek meg és rálőttek, Iotti azonnal a segítségére sietett. Togliatti elhagyta érte a feleségét és fiát, ezt a döntést a pártvezetésben nehezen fogadták el. Mindketten kérvényezték és jóváhagyták egy kislány, Marisa Malagoli örökbefogadását, akinek munkás édesapját 5 társával együtt egy tüntetésen 1950-ben Modenában megölték.

## Politikai szerepe
Az Alkotmányozó Nemzetgyűlésben a 75-ös alkotmányt előkészítő bizottság tagja volt. 1948-ban a Képviselőház tagja lett, ahol megszakítás nélkül 51 évig, 1999-ig volt képviselő. Háromszor választották meg a Képviselőház elnökének: 1979 és 1992 között volt házelnök, ezzel ő töltötte be a leghosszabb ideig ezt a tisztséget Olaszország történelmében.
1987-ben Francesco Cossiga köztársasági elnöke felvetette, hogy miniszterelnöknek kéri fel, amire korábban nem volt példa Olaszországban, hogy egy nőt és egyben egy kommunista politikust kérnek fel kormányfőnek. Cossiga ezt a javaslatát végül elvetette.
1991-ben Cossiga örökös szenátornak jelölte Iottit, aki tudtára adta, hogy nem igényli ezt a kinevezést, ő maradna a Képviselőház elnöke. 1992-ben a baloldal őt jelölte köztársasági elnöknek.
Politikusi pályafutása alatt számos más nagyobb tisztséget kapott: 1993-ban ő váltotta a kereszténydemokrata Ciriaco De Mitát a kétkamarás intézményi reformokat végrehajtó bizottság elnöki posztján. 1996 és 1999 között az Európa Tanács olasz delegációjának elnöke volt.
1999. november 18-án jelentette be hivatalosan, hogy súlyos egészségügyi gondjai vannak, emiatt lemondott képviselői tisztségéről, a Képviselőház elfogadta a döntését. Ebből az okból Iotti párttársa, Giorgio Napolitano későbbi köztársasági elnök nyílt levelet írt. Iotti bejelentése után nem sokkal, december 4-én hirtelen szívmegállás miatt halt meg a Róma melletti Poliban található Villa Luana klinikán. A temetésére – végrendelete szerint – polgári szertartás szerint került sor, mivel ateista volt.

## Fordítás
- Ez a szócikk részben vagy egészben  a   Nilde Iotti című olasz Wikipédia-szócikk ezen változatának fordításán alapul.  Az eredeti cikk szerkesztőit annak laptörténete sorolja fel. Ez a jelzés csupán a megfogalmazás eredetét és a szerzői jogokat jelzi, nem szolgál a cikkben szereplő információk forrásmegjelöléseként.